# Dermatologikum
Dermatologikum je obecný název pro léčivo nebo kosmetický přípravek používaný při péči o pokožku. Vždy se jedná o přípravek s místní aplikací, tedy přímo na pokožku. Účinky na pokožku mohou být léčivé nebo ochranné.

## Formy přípravku
- mast
- roztok
- krém

## Rozdělení
Dermatologika se dále rozdělují podle účinků a indikací na antimykotika, emoliencia a protektiva, antipruritika, antipsoriatika, antibiotika, přípravky proti akné a dermatologické přípravky.